# كارولين بيدل توماس
كارولين كننغهام بيدل توماس (29 نوفمبر 1904-14 ديسمبر 1997) هي طبيبة قلب أمريكية، تعد رائدة في دراسة ارتفاع ضغط الدم والطب الوقائي، في عام 1970 أصبحت توماس ثالث أستاذة في كلية الطب جامعة جونز هوبكنز.

## الحياة مبكرة والتعليم
ولدت بيدل في 29 نوفمبر 1904 في إيثاكا بنيويورك لوالدين هما ماري لويز كريوري وفريدريك بيدل.تخرجت من كلية سميث عام 1925 بامتياز مع مرتبة الشرف في الآداب قبل بداية عملها في جامعة جونز هوبكنز بتوجيه من هربرت سبنسر جينينغز.

## الحياة المهنية
انضمت بيدل إلى أعضاء هيئة التدريس في جامعة جونز هوبكنز في عام 1930 كطبيب مقيم في قسم الطب الخاص بهم.وفي العام التالي ترقَّت إلى أستاذ مساعد الطب في كلية الطب بجامعة جونز هوبكنز حيث قادت دراسات في تخطيط القلب الكهربائي. ونتيجة لأبحاثها انتُخِبت كزميلة في الطب في المجلس القومي للبحوث وزميلة في علم الأعصاب في كلية الطب بجامعة هارفارد.
عادت بيدل إلى كلية الطب بجامعة جونز هوبكنز كعضو هيئة تدريس بعد زمالة هارفارد في عام 1935. وأصبحت أيضًا امرأة متزوجة للدكتور هنري توماس وأخدت اسمه الأخير له. بحلول عام 1936 -أثناء عملها مع الفئران- اكتشفت أن دواء سلفانيلاميد يمكن أن يمنع أمراض القلب الروماتيزمية والالتهابات الأخرى. أثناء عملها تحت إشراف رئيس القسم وارفيلد ثيوبالد لونجكوب درست النماذج العصبية لارتفاع ضغط الدم وتأثير القطع الودي على ضغط الدم. عملت توماس في نفس الوقت كطبيبة في مدرسة برين ماور -كمستشارة مدنية للجرَّاح العام للجيش- وقامت بإجراء تدريب خاص.
شجعت لونجكوب توماس في النهاية على بدء عمل جراحة القلب للبالغين، حيث أجرت دراسة طولية للتنبؤات بأمراض القلب والسرطان والانتحار تسمى «دراسة السلائف». بين عامي 1948 و 1964 أجرت توماس دراسات على 1.337 طالب وخريج من جامعة جونز هوبكنز، يتألفون في الغالب من الذكور البيض الشباب من أجل الحد من العوامل المربكة. كان الهدف الأصلي من الدراسة هو تحديد السلائف لأمراض القلب عن طريق إخضاع كل مشارك لسلسلة من الفحوصات الجسدية واستبيان من 11 صفحة حول عادات الأكل وأسلوب الحياة والتاريخ العائلي والخصائص النفسية الاجتماعية. وتوصَّلت نتائج بحثها إلى أن الذكور الذين أصيبوا بمرض الشريان التاجي يعانون أيضًا من ارتفاع نسبة الكوليسترول في الدم وليس العكس. ووجدت أيضًا أن الخريجين الذين عانوا من القلق أو الاكتئاب كطلاب كانوا أكثر عرضة للإرهاق وتحقيق ترتيب أكاديمي أقل. وتعتقد توماس أن الأمراض الجسدية لها مكونات وراثية وبيئية ونفسية وفسيولوجية.أصبحت هذه أول دراسة طولية تُستخدم لتحديد منبئات أمراض القلب والسرطان والانتحار لدى الشباب. قبل تقاعدها نشرت توماس أكثر من 130 مخطوطة لدراسة السلائف في المجلات التي يراجعها أقرانها. استخدمت دراسات التنبؤ المستقبلية -مثل دراسة فرامنغهام للقلب ودراسة صحة أطباء هارفارد ودراسة الممرضات الوطنية- نموذج السلائف لها كدليل.
على الرغم من أن الدراسة أصبحت مؤثرة لكن واجهت توماس صعوبة في الحفاظ على أموالها. فغالبًا ما كانت تأخذ راتبًا أقل من المال أو تنهي الالتحاق بالفوج مبكرًا. وبسبب نقص الأموال كان عام 1964 آخر مجموعة درستها توماس. أصبحت يائسة بما فيه الكفاية حتى أنها طلبت أن تقدم إرث الأسرة كتبرعات على الرغم من عدم قبول أي شخص على الإطلاق.قبل إنهاء الدراسة حصلت على جائزة جيمس دي بروس التذكارية لعام 1957 لعملها في الطب الوقائي. في يونيو 1970 ترقَّت توماس إلى رتبة أستاذ كامل، وهي ثالث امرأة تقوم بذلك.وقد حافظت على هذا الدور حتى تقاعدها عام 1986 عن عمر 82 عامًا.
توفيت توماس في 14 ديسمبر 1997 بسبب المرض في هولاند بارك في بالتيمور.